# 칼 구스타프 M45
칼 구스타프 M45(스웨덴어: Kulsprutepistol M45)는 스웨덴의 칼 구스타프 조병창에서 1945년에 개발한 기관단총이다. 설계는 구나르 욘손(Gunnar Johnsson)이 수행했다. 제2차 세계 대전 후 스웨덴 육군의 제식 기관단총이었으며, 최초 양산 당시 가격이 60크로네로 당시 미국 달러로 환산하면 5달러에 불과할 정도로 생산비용은 매우 저렴하면서도 상당히 쓸만한 기관단총이었다 이 총에는 스웨디시K라는 별명이 붙어 있는데, 베트남 전쟁 당시 미국이 상당한 양을 수입하여 주로 특수부대용으로 사용하면서 미국인들이 붙인 별명이다. K는 스웨덴어인 Kulsprutepistol("기관단총"이란 뜻)의 머릿글자다.

## 개발 역사
제2차 세계 대전이 일어나자 스웨덴군도 기관단총의 필요성을 느꼈다. 처음에는 이웃 나라 핀란드의 수오미 기관단총을 직수입해 사용했으나 전쟁 후반기에는 직접 개발을 추진했다. 개발에 참고한 기관단총은 영국의 스텐 기관단총, 미국의 M3 기관단총, 독일의 MP40, MP35 등이었며, 주로 M3과 스텐의 장점을 받아들이고 단점을 개선하는 방식으로 개발되었다. 1945년에 처음 나온 것이 M45A다. 초기형 M45A는 50연발/70연발 탄창을 사용했다.
1954년, M45B가 개발되었다. 초기형과 큰 차이점은 탄창이다. 완전히 새로 개발된 36발 들이 탄창을 채용했으며, 이 탄창을 6개 수납할 수 있는 탄창집도 보급되었다. 이 탄창은 나중에 발터 MPL 기관단총에 똑같이 복제되었고, 체코슬로바키아에서 개발한 CZ M25 기관단총에도 이 탄창을 사용했다. 우지 기관단총의 탄창에도 영향을 주었다. 초기형 M45도 M45B로 개조된 것들이 많으며 생산된 M45 중에서 B형이 압도적인 다수를 차지한다.
M45C는 M45B를 대검을 착검할 수 있도록 한 개량형이다. 주로 퍼레이드용으로 사용되었다. 마지막 개량형은 M45E형인데, 이것은 스웨덴 경찰의 요구로 개발된 것으로 자동/반자동 선택이 가능하도록 개발되었다. 그러나 스웨덴 군에서는 거의 사용되지 않았다.

## 같이 보기
- MP40
- 수오미 기관단총